# Земља истине, љубави и слободе
Земља истине, љубави и слободе је српски филм снимљен 2000. године који је режирао Милутин Петровић.

## Радња
Београд је под бомбама у пролеће 1999. године. Телевизијски монтажер који је радио режимску пропаганду и чудом се спасао из бомбардоване зграде телевизије, проводи дане у подруму психијатријске установе. Дели собу са бившим комунистичким иследником који, пролазећи кроз неку врсту религиозног лудила, замишља себе као јунака филма Чудотворни мач. Млада докторка, иначе начелник психијатрије, ради Роршахов тест са монтажером покушавајући да му постави дијагнозу. Међутим, он у Роршаховим мрљама види филм о плаћеним убицама и проституткама. Од мрља мастила монтира горко-смешну причу о моралном стању људских бића која насељавају Земљу истине, љубави и слободе.

## Улоге
| Глумац             | Улога   |
| ------------------ | ------- |
| Ђорђе Анђелић      | Ђорђе   |
| Далибор Андонов    |         |
| Предраг Бамбић     |         |
| Лана Будимилић     |         |
| Недељко Деспотовић |         |
| Никола Ђуричко     | Драгиња |

## Награде
Филм је 2001. године добио награду за најбољи сценарио на Фестивалу филмског сценарија у Врњачкој Бањи.